# 納德姆河
納德姆河是俄羅斯的河流，位於秋明州亞馬爾-涅涅茨自治區，该河注入喀拉海鄂毕湾，屬於鄂畢河的右支流。
納德姆河全長545公里，流域面積64,000平方公里，河道在10月至5月被冰封，主要的支流是左赫塔河，河畔城鎮有納德姆。